# Патрік Сєгєджа Чокала
Патрік Сєгєджа Чокала (англ. Patrick Segeja Chokala; 3 березня 1948 — 6 листопада 2020) — танзанійський політик і дипломат. Надзвичайний і Повноважний Посол Танзанії в Україні за сумісництвом (2004—2008).

## Життєпис
На початку 80-х років працював заступником посла Танзанії в Нігерії. Згодом був призначений прес-секретарем Президентів Алі Гассана Мвіньї та Бенджаміна Мкапи. Також працював директором департаменту в Міністерстві закордонних справ Танзанії. 
У 2002 році — був призначений послом Об'єднаної Республіки Танзанія в РФ .
У 2004—2008 рр. — Надзвичайний і Повноважний Посол Танзанії в Україні за сумісництвом. 21 жовтня 2004 року вручив вірчі грамоти Президенту України Леоніду Кучмі.
У 2007—2008 рр. — Надзвичайний і Повноважний Посол Танзанії в Білорусі за сумісництвом. 11 грудня 2007 року вручив вірчі грамоти Президенту Республіки Білорусь Олександру Лукашенку.
У 2015 році був кандидатом у президенти країни, під час виборів Президента Танзанії, на яких переміг Джон Магуфулі.
У 2016 році радник директора інституту материнства та батьківства Інституту реабілітації громадських реформ.